# Tram van Bordeaux
De tram van Bordeaux is de belangrijkste vorm van openbaar vervoer binnen Bordeaux en haar agglomeratie. Het grootste deel van de tram van Bordeaux ligt ten westen van de Garonne. Alleen lijn A steekt deze rivier over.
Het tram- en stadsbusnet wordt beheerd door de Bordeaux Métropole, het samenwerkingsverband van gemeenten in de agglomeratie Bordeaux. Transports Bordeaux Métropole TBM besteedt de exploitatie uit aan Keolis. Dagelijks maken 350.000 mensen gebruik van de tram.

## Geschiedenis

### Voor 1956
De eerste omnibus in Bordeaux was een door paarden getrokken koets. Deze lijn werd in 1830 al geopend. Vanaf 1880 was de belangrijkste exploitant La Compagnie générale des omnibus de Bordeaux die een netwerk van acht lijnen bereikte. De eerste paardentram reed in 1880. De Bordeaux Tramways and General Omnibus Company Limited, een Engelse firma, exploiteerde in 1891 een netwerk van negen lijnen over 39 km met 120 trams en 1200 paarden. 
De eerste elektrische tramlijn reed op 17 september 1893 en werd door de La Compagnie du Tramway Bordeaux-Bouscat-Le Vigean et Extensions geëxploiteerd op het voorstadstraject tussen Bordeaux, Barrière du Bouscat, en Eysines. Dit was op meterspoor. Meer lijnen door verschillende maatschappijen volgden. Zij waren geen concurrenten, want de lijnen reden niet in elkaars gebied. 

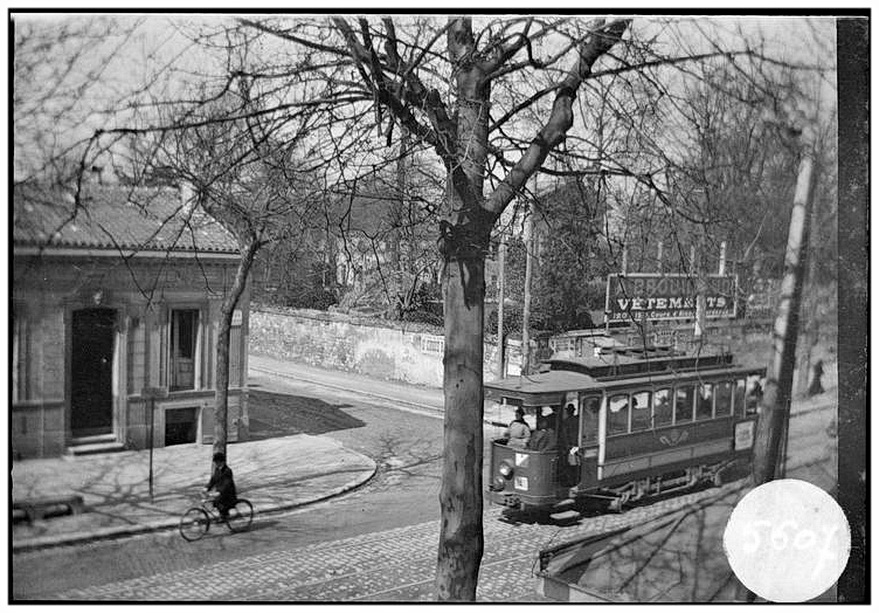
Motorwagen tram van eerste bedrijf in 1916

In 1897 werd door een mandaat van de toenmalig burgemeester, Camille Costeau, uitgevaardigd dat de paardentram in zijn geheel door een elektrische moest worden vervangen. In 1898 ontstond daarmee La Compagnie Française des Tramways Electriques et Omnibus de Bordeaux. Deze maatschappij verving de acht paardentramlijnen door elektrische lijnen en legde vijf geheel nieuwe lijnen aan. Dit ombouwproject was in 1905 afgerond. Het elektrische net werd uitgebouwd tot een net van 25 stads- en 13 voorstadslijnen. De stadslijnen werden 1 tot 25 genummerd en de voorstadslijnen kregen letteraanduiding die in de meeste gevallen overeenkwam met de bestemming. Ze werd de lijn naar Gradignan met G aangeduid en die naar Pessac met een P, etc. In 1946 omvatte het netwerk 200 km en had 38 lijnen. Er werden 160.000 passagiers per dag vervoerd.
Omdat in de jaren '50 de tram als hinderlijk en ouderwets werd ervaren en er flinke investeringen in nieuw materiaal nodig was als men de exploitatie wilde voortzetten werd, net als in de meeste andere Europese steden, de tram opgeheven. Dit was in Bordeaux op 8 december 1958. De laatste tramlijnen waren de lijnen 7 en 8.

### Na opheffing
Na de opheffing beschikte de agglomeratie van bijna een miljoen inwoners niet meer over een zwaar openbaar vervoersysteem, afgezien van voorstadstreinen, en vond al het vervoer per bus plaats, waarbij naderhand ook dubbelgelede bussen op de drukste lijnen werden ingezet.
Onder leiding van burgemeester Alain Juppé werd besloten opnieuw een tramnet aan te leggen, een vervoermiddel waarvan het imago en de technische mogelijkheden sterk waren verbeterd. Men koos niet voor een veel duurder automatisch metronetwerk van het type Véhicule Automatique Léger.

### Nieuw bedrijf
De eerste lijn, lijn A, werd geopend op 21 december 2003. Op 24 april 2004 werd lijn C in gebruik genomen en op 15 mei 2004 volgde lijn B. De drie kruisen elkaar in het centrum van de stad en vormen daar een driehoek met drie overstapplaatsen. Langs de oever van de Garonne zijn er aansluitsporen die de drie tramlijnen met elkaar verbinden.  Op 14 december 2019 werd een vierde lijn, lijn D, in gebruik genomen die het stadscentrum doorkruist over het traject dat ook door lijn C wordt gevolgd, met negen gemeenschappelijke tramhaltes over 4 km. Op 29 april 2023 werd een aftakking van lijn A in dienst genomen die de stad verbindt met de Aéroport de Bordeaux-Mérignac.
In 2023 was het tramnet 77,5 km lang en telde het 130 haltes.
| Lijn | Lengte (km) | Haltes | Richting           | Opmerkingen                   |
| ---- | ----------- | ------ | ------------------ | ----------------------------- |
| A    | 29,2        | 51     | oost-west          |                               |
| B    | 19,5        | 37     | noordoost-zuidwest |                               |
| C    | 19,4        | 35     | noord-zuid         |                               |
| D    | 13,8        | 24     | noordwest-zuidoost | 9,8 km specifiek voor de lijn |

Bijzonder is de keuze voor alimentation par le sol (APS) in het historische centrum. Dit systeem voor de elektriciteitsvoorziening voor trams wordt in Frankrijk meer gebruikt. Ook het vorige trambedrijf van Bordeaux maakte gebruik van een derderailsysteem, maar dan met sleepschoenen zoals gebruikelijk was in die tijd.

## Lijnen
(stand april 2023)
| Lijn   | Eindbestemmingen |
| ------ | --- |
| Lijn A | Le Haillan Rostand met een zijtak naar de Aéroport de Bordeaux-Mérignac ↔ La Gardette-Bassens-Carbon-blanc met een zijtak naar Floirac - Dravemont. Het tusseneindpunt Pin Galant wordt gedurende de gehele dag gebruikt en de tusseneindpunten Hôpital Pellegrin en Cenon Gare tijdens de spitsuren. |
| Lijn B | Berges de la Garonne ↔ Pessac France Alouette met een zijtak naar Pessac Centre. Het tusseneindpunt La Cité du Vin wordt gedurende de gehele dag gebruikt en de tusseneindpunten Montaigne Montesquieu en Quinconces tijdens de spitsuren.                                                            |
| Lijn C | Parc des Expositions - Stade Matmut-Atlantique met een zijtak naar Blanquefort Gare ↔ Villenave Pyrénées. De tusseneindpunten Gare de Bègles en Cracovie worden gedurende de gehele dag gebruikt en de tusseneindpunten Carle Vernet en Quinconces-Fleuve tijdens de spitsuren.                       |
| Lijn D | Cantinolle ↔ Carle Vernet |

## Materieel
De tramdienst wordt uitgevoerd met 130 tramstellen. Het materieel wordt door Alstom geproduceerd: 118 trams zijn trams van het type Citadis 402, van 44 m, en 12 trams zijn van het type Citadis 302, van 33 m. Laatstgenoemde trams rijden alleen op lijn C. Het materieel is voorzien van een systeem om ook zonder bovenleiding te kunnen rijden zodat dit het historische centrum van Bordeaux niet ontsiert. De baanvakken in het centrum zijn voorzien van een 3e rail centraal tussen de rails die alleen stroom geeft als die geheel afgeschemd wordt door een rijtuig. Hierdoor is geen afgeschermd baanvak nodig is en kan de tram ook zonder bovenleiding door winkelstraten geleid worden. Dit APS-systeem (Alimentation Par le Sol - Voeding via de grond) is voor de stad Bordeaux ontwikkeld door Innorail. Na een opstartperiode in 2004 met veel storingen heeft het systeem inmiddels een betrouwbaarheid van ruim 99%.